# Mademoiselle Juliette
Mademoiselle Juliette è il primo singolo estratto dal terzo album della cantante pop francese Alizée, Psychédélices. Il singolo ha segnato il ritorno sulle scene musicali della cantante dopo tre anni di assenza ed è stato pubblicato il 30 settembre 2007 dall'etichetta discografica RCA.
La canzone è stata prodotta da Jérémy Chatelain, marito della cantante, insieme a Sylvain Carpentier, e scritta sempre da Châtelain insieme a Jean Fauque. 
Il testo del brano è da considerarsi una parodia della storia di Romeo e Giulietta di William Shakespeare, dove Giulietta, invece che preoccuparsi della disputa Montecchi-Capuleti, preferisce divertirsi ad una festa.
Nel 2008 Mademoiselle Juliette è stata selezionata come canzone in gara per l'edizione di tale anno de La Chanson de l'année, senza però uscirne vincitrice.

## Videoclip
Nel videoclip ufficiale della canzone (rilasciato il 19 novembre 2007) si vede Giulietta (interpretata da Alizée) che, invece di aspettare l'arrivo di Romeo al balcone della sua villa, viene convinta da un'ancella a tornare dentro la villa. Qui la ragazza organizzerà una festa con le sue ancelle e alla fine del video tutte (fuorché una delle servitrici) cadranno a terra come svenute.

## Formati e tracce
French CD maxi single
1. Mademoiselle Juliette (Album Version) 3:05
2. Mademoiselle Juliette (Datsu Remix Edit) 3:22
3. Mademoiselle Juliette (Abz Remix) 3:07
4. Mademoiselle Juliette (Potch & Easyjay Remix) 3:06
5. Mademoiselle Juliette (Shazo Remix) 4:20
6. Mademoiselle Juliette (Deefire 2 Remix) 3:05
7. Mademoiselle Juliette (Datsu Remix Extended) 4:48
8. Mademoiselle Juliette (Push Up Plump DJ's Remix) 7:24
9. Mademoiselle Juliette (Alber Kam Extended) 7:03

French 12" vinyl single (Picture Disc Limited Edition)
A Side :
1. Mademoiselle Juliette (Radio Edit) 2:21
2. Mademoiselle Juliette (Push up Plump Dub Remix) 7:20
3. Mademoiselle Juliette (Datsu remix Extended) 4:48
4. Mademoiselle Juliette (Shazo Remix) 4:20
5. Mademoiselle Juliette (Deefire 2 Remix) 3:05

B Side :
1. Mademoiselle Juliette (Push up Plump DJ's Remix) 7:24
2. Mademoiselle Juliette (Alber Kam Extended) 7:03
3. Mademoiselle Juliette (Potch & Easyjay Remix) 3:06
4. Mademoiselle Juliette (Acapella Full) 3:05

## Classifiche
| Paese             | Posizione raggiunta |
| ----------------- | ------------------- |
| Belgio (Vallonia) | 4                   |
| Francia           | 22                  |